# Никифоров-Волгин, Василий Акимович
Васи́лий Аки́мович Ники́форов-Во́лгин (24 декабря 1900 (6 января 1901), деревня Маркуши Калязинского уезда Тверской губернии — 14 декабря 1941, Киров) — русский писатель.

## Биография
Родился в д. Маркуши Калязинского уезда Тверской губернии в семье мастерового. Вскоре после рождения Василия семья переехала в Нарву. Не имея средств для окончания гимназии, в детстве и юности много занимался самообразованием, хорошо узнал русскую литературу. Его любимыми писателями были Ф. Достоевский, Н. Лесков, А. Чехов, С. Есенин.
В 1920 году стал одним из организаторов «Союза русской молодёжи» в Нарве, устраивающим литературные вечера и концерты. Первая публикация Никифорова-Волгина — статья «Исполните свой долг!» (1921) в таллинской газете «Последние известия», где автор призвал проявить заботу о могилах воинов белой Северо-Западной армии. С 1923 года начинается регулярная литературная и журналистская деятельность Никифорова-Волгина. В русских периодических изданиях, выходивших в Эстонии, он публикует рассказы, статьи, очерки, этюды, лирические миниатюры, которые подписывает псевдонимом Василий Волгин.
Одновременно Никифоров-Волгин, хорошо знавший и любивший православное богослужение, служит псаломщиком в нарвском Спасо-Преображенском соборе (до весны 1932).
В 1926—1927 годах вместе с С. Рацевичем редактирует «Новый нарвский листок». В 1927 на конкурсе молодых авторов в Таллине получает первую премию за рассказ «Земной поклон». В 1927 становится одним из учредителей русского спортивно-просветительного общества «Святогор», при котором в 1929 создается религиозно-философский кружок, положивший начало местной организации Русского студенческого христианского движения. Никифоров-Волгин участвовал в съездах этого движения, проходивших в Псково-Печерском и Пюхтицком монастырях. В 1930—1932 Никифоров-Волгин также возглавляет литературный кружок общества «Святогор». В 30-х годах XX века вместе с Л. Аксом редактирует журнал «Полевые цветы» — орган русской литературной молодёжи в Эстонии.
К середине 30-х годов XX века Никифоров-Волгин становится известным писателем русского Зарубежья. Удостоен премии журнала «Иллюстрированная Россия» за рассказ «Архиерей». Накануне 1936 года переезжает в Таллин, где избирается почётным членом русского общества «Витязь»; печатается в крупном органе российской эмиграции — рижской газете «Сегодня». В таллинском издательстве «Русская книга» вышли 2 сборника Никифорова-Волгина — «Земля именинница» (1937) и «Дорожный посох» (1938). В Таллине Василий Никифоров преуспевает не только в литературной, но и в педагогической деятельности: среди его учеников — Алексий (Ридигер), будущий Патриарх Московский и всея Руси Алексий II.
Летом 1940 года в Эстонии была установлена советская власть. 24 мая 1941 года Никифоров-Волгин, работавший на судостроительном заводе дежурным, был арестован органами НКВД, а с началом войны отправлен по этапу в Киров, где расстрелян 14 декабря 1941 года «за издание книг, брошюр и пьес клеветнического, антисоветского содержания». В 1991 году реабилитирован.

## Произведения
- «Земля-именинница» (1937)
- «Дорожный посох» (1938).
- Ключи заветные от радости
- Алтарь затворенный
- Серебряная метель
- В берёзовом лесу Архивная копия от 17 июня 2011 на Wayback Machine
- Глухое затишье Архивная копия от 17 июня 2011 на Wayback Machine